# أمريكا المفتوحة 2017 (كرة مضرب)
بطولة أمريكا المفتوحة 2017 م النسخة السابعة والثلاثون بعد المائة من بطولة أمريكا المفتوحة، وهي إحدى البطولات الكبرى لكرة المضرب. أقيمت البطولة في USTA Billie Jean King National Tennis Center في نيويورك ابتداءً من تاريخ 28 أغسطس وحتى 10 سبتمبر، شاركت الألمانية أنجليك كيربر في نسخة هذه البطولة مدافعةً عن لقبها في فردي النساء، فيما غاب بطل النسخة السابقة في فردي الرجال السويسري ستان فافرينكا بسبب انسحابه بدافع الإصابة التي أنهت موسمه.

## الفائزون
فئة الرجال:
توج الإسباني رافائيل نادال بلقب البطولة بعد فوزه في المباراة النهائية على الجنوب أفريقي كيفن أندرسون بمجموعتين دون رد (6-3، 6-3، 6-4). كانت هذه البطولة هي اللقب الثالث عشر لنادال في البطولات الكبرى، مما يعزز مكانته كواحد من أعظم لاعبي التنس في التاريخ.
فئة السيدات:
فازت الأمريكية سيرينا ويليامز بلقب السيدات بعد تغلبها على الأوكرانية إيلينا سفيتولينا في المباراة النهائية. كانت هذه البطولة هي اللقب السادس عشر لويليامز في البطولات الكبرى، مما يجعلها واحدة من أكثر اللاعبات نجاحًا في تاريخ اللعبة

## أبرز الأحداث
شهدت البطولة العديد من اللحظات المثيرة، بما في ذلك عودة نادال إلى قمة مستواه بعد فترة من الإصابات. كما كانت البطولة فرصة للاعبين الشباب لإظهار مهاراتهم، حيث تألق العديد من اللاعبين الجدد في الأدوار المتقدمة.

## التأثيرات
أثرت بطولة أمريكا المفتوحة 2017 بشكل كبير على تصنيفات اللاعبين، حيث ساعدت نادال في استعادة مركزه في صدارة التصنيف العالمي. كما ساهمت في تعزيز شعبية اللعبة في الولايات المتحدة وحول العالم.

## الاحداث الجانبية
الطقس: شهدت البطولة بعض التحديات بسبب الطقس، حيث كانت هناك بعض التأخيرات بسبب الأمطار، مما أثر على جدول المباريات.
النجوم: حضر البطولة العديد من المشاهير، بما في ذلك نجوم السينما والموسيقى، مما أضاف لمسة من البريق إلى الحدث.

## الجوائز المالية
بلغت الجوائز المالية في بطولة أمريكا المفتوحة 2017 حوالي 50 مليون دولار، وهو ما يمثل زيادة كبيرة مقارنة بالسنوات السابقة. حصل الفائزون في فئة الفردي على 3.7 مليون دولار لكل منهم.

## التاثير الثقافي
تعتبر بطولة أمريكا المفتوحة واحدة من أكثر البطولات شعبية في العالم، حيث تجذب جمهورًا كبيرًا من مختلف أنحاء العالم. كما أنها تمثل فرصة للاعبين من مختلف الجنسيات لإظهار مهاراتهم والتنافس على أعلى مستوى.

## اللعبين البارزين
رافائيل نادال: بعد فوزه بلقب 2017، أصبح نادال واحدًا من اللاعبين القلائل الذين حققوا ألقابًا في جميع البطولات الكبرى، مما يعزز مكانته في تاريخ التنس.
سيرينا ويليامز: كانت سيرينا في حالة جيدة خلال البطولة، حيث أظهرت مهاراتها القتالية وقدرتها على العودة بعد الإصابات السابقة.

## المباريات المثيرة
مباراة نصف النهائي للرجال: شهدت مباراة نصف النهائي بين رافائيل نادال ودييجو شفارتزمان إثارة كبيرة، حيث تمكن نادال من الفوز بمجموعتين متتاليتين بعد مباراة صعبة.
مباراة نصف النهائي للسيدات: في نصف النهائي، واجهت سيرينا ويليامز منافستها فيكتوريا أزارينكا في مباراة مثيرة انتهت بفوز ويليامز.

## الجوائز والتقديرات
جوائز الأداء: تم تكريم العديد من اللاعبين بجوائز الأداء المتميز، حيث حصل بعضهم على جوائز خاصة تقديرًا لمهاراتهم وأدائهم خلال البطولة.
الجوائز المالية: كما ذكرت سابقًا، كانت الجوائز المالية مرتفعة، مما يعكس أهمية البطولة في عالم التنس.

## التاثير الاعلامي
التغطية الإعلامية: حظيت البطولة بتغطية إعلامية واسعة، حيث تم بث المباريات على الهواء مباشرة في العديد من الدول، مما زاد من شعبية اللعبة.
وسائل التواصل الاجتماعي: استخدم العديد من اللاعبين وسائل التواصل الاجتماعي للتفاعل مع المعجبين ومشاركة لحظاتهم خلال البطولة.

## الاحداث الاجتماعية
الفعاليات الجانبية: أقيمت العديد من الفعاليات الاجتماعية والثقافية خلال البطولة، بما في ذلك حفلات موسيقية ومعارض فنية، مما أضاف جوًا احتفاليًا للحدث.
المبادرات الخيرية: شارك العديد من اللاعبين في مبادرات خيرية خلال البطولة، حيث تم جمع التبرعات لدعم قضايا اجتماعية مختلفة.

## التحليل الفني
أسلوب اللعب: أظهر نادال وسيرينا أسلوب لعب قوي ومتنوع، حيث استخدم كلاهما استراتيجيات مختلفة للتغلب على خصومهم.
الإعداد البدني: كان الإعداد البدني للاعبين واضحًا، حيث تمكنوا من الحفاظ على مستوى عالٍ من الأداء طوال البطولة.

## خاتمة
تعتبر بطولة أمريكا المفتوحة 2017 واحدة من البطولات التي تركت بصمة في تاريخ التنس، حيث شهدت تنافسًا قويًا وأداءً متميزًا من اللاعبين. كانت البطولة فرصة للاحتفال بالرياضة ولتسليط الضوء على المواهب الجديدة والقديمة في عالم التنس.

## روابط خارجية
- الموقع الرسمي